# Galim-Tignère
Galim-Tignère es una comuna camerunesa perteneciente al departamento de Faro-et-Déo de la región de Adamawa.
En 2005 tiene 25 739 habitantes, de los que 5212 viven en la capital comunal homónima.
Se ubica en el oeste de la región y su territorio es fronterizo con Nigeria.

## Localidades
Comprende, además de la ciudad de Galim-Tignère, las siguientes localidades:
- Beri
- Bontadji
- Bourle
- Djambouto Nastirde
- Djem
- Garbaya II
- Garbayo Iware II
- Gonkira
- Lompta
- Mayo-Beli
- Mayo-Dankali
- Mayo-Perde
- Mayo-Sangnare
- Mayo-Tagouri Vivre
- Mboudoua
- Ngouri
- Nguara
- Nguinkol-Assawe
- Sabongari
- Tagouri-Pont
- Tchabal Mbabo
- Tike
- Tonde Wandou
- Wantchande
- Wogondou